# Digah (Abşeron)
Digah è un comune dell'Azerbaigian situato nel distretto di Abşeron. Conta una popolazione di 3 050 abitanti.